# RTN3
Le RTN3 est une protéine appartenant à la famille des réticulons. Son gène RTN3 est situé sur le chromosome 11 humain.

## Structure et rôles
Il possède deux domaines transmembranaires, interagissant avec la protéine BACE1 en inhibant son activité. Il intervient dans la formation des formes tubulaires du réticulum endoplasmique. 

## En médecine
Il intervient dans le dépôt de plaques amyloïdes par l'intermédiaire de son action sur le BACE1, et de neurites dystrophiques lors de la maladie d'Alzheimer.
Il interagit avec l'Hsp70, favorisant l'obésité et l'accumulation de triglycérides.